# شان مگوایر
شان مگوایر (به انگلیسی: Sean Maguire) (زاده ۱۸ آوریل ۱۹۷۶) بازیگر، خواننده انگلیسی است.
از فیلم‌های معروف او می‌توان به بازی در مجموعه روزی روزگاری اشاره کرد.